# Liste der Kardinalskreierungen Clemens’ XIII.

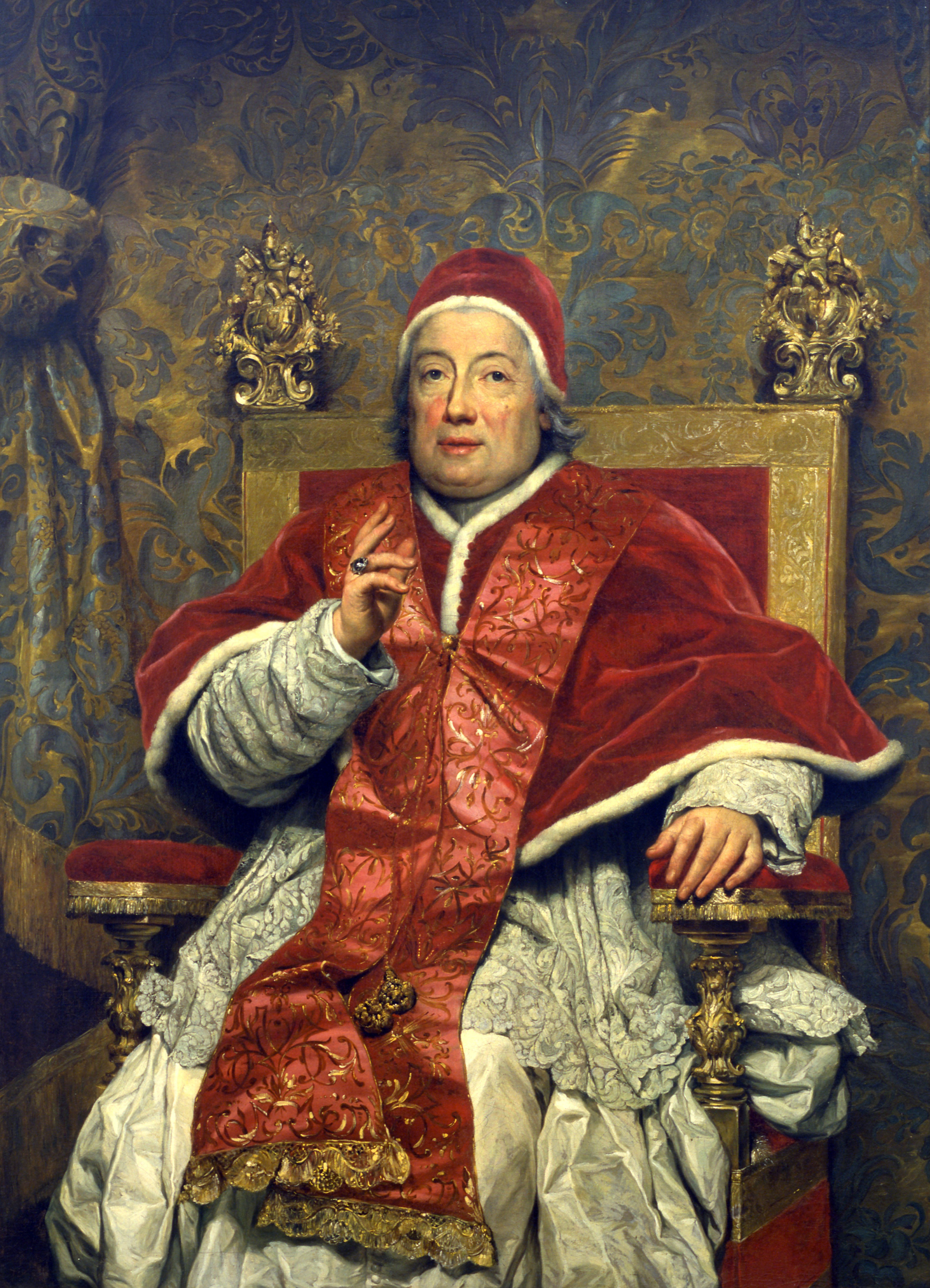
Clemens XIII.

Papst Clemens XIII. (1758–1769) kreierte in seinem Pontifikat 52 Kardinäle in sieben Konsistorien.

## 11. September 1758
- Carlo Rezzonico der Jüngere

## 2. Oktober 1758
- Antonio Maria Priuli
- François-Joachim de Pierre de Bernis

## 24. September 1759
- Ferdinando Maria de Rossi
- Ignazio Michele Crivelli
- Ludovico Merlini
- Filippo Acciajuoli
- Ludovico Gualtiero Gualtieri
- Girolamo Spinola
- Antonio Maria Erba-Odescalchi
- Sante Veronese
- Ludovico Valenti
- Giuseppe Maria Castelli
- Pietro Francesco Bussi
- Gaetano Fantuzzi
- Giuseppe Agostino Orsi OP
- Pietro Girolamo Guglielmi
- Giuseppe Alessandro Furietti
- Pietro Paolo De Conti
- Nicolò Maria Antonelli
- Giovanni Vincenzo Antonio Ganganelli O.F.M.Conv. (später Papst Clemens XIV.)
- Giovanni Costanzo Caracciolo
- Nicola Perrelli
- Marcantonio Colonna
- Andrea Corsini

## 23. November 1761
- Buenaventura de Córdoba Espínola de la Cerda
- Christoph Anton von Migazzi von Waal und Sonnenthurn
- Antoine Clairiard de Choiseul de Beaupré
- Jean-François-Joseph Rochechouart de Faudoas
- Franz Christoph von Hutten zum Stolzenberg
- Enrichetto Virginio Natta OP
- Giovanni Molin
- Louis César Constantin de Rohan-Guéméné
- Baldassare Cenci
- Cornelio Caprara

## 18. Juli 1763
- Simone Buonaccorsi
- Andrea Negroni

## 21. Juli 1766
- Giovanni Ottavio Bufalini
- Giovanni Carlo Boschi

## 26. September 1766
- Ludovico Calini
- Niccolò Serra
- Niccolò Oddi
- Antonio Branciforte Colonna
- Lazzaro Opizio Pallavicini
- Vitaliano Borromeo
- Pietro Colonna Pamphili
- Giuseppe Simonetti
- Urbano Paracciani Rutili
- Filippo Maria Pirelli
- Enea Silvio Piccolomini
- Saverio Canale
- Benedetto Veterani